# Thomas Hettche

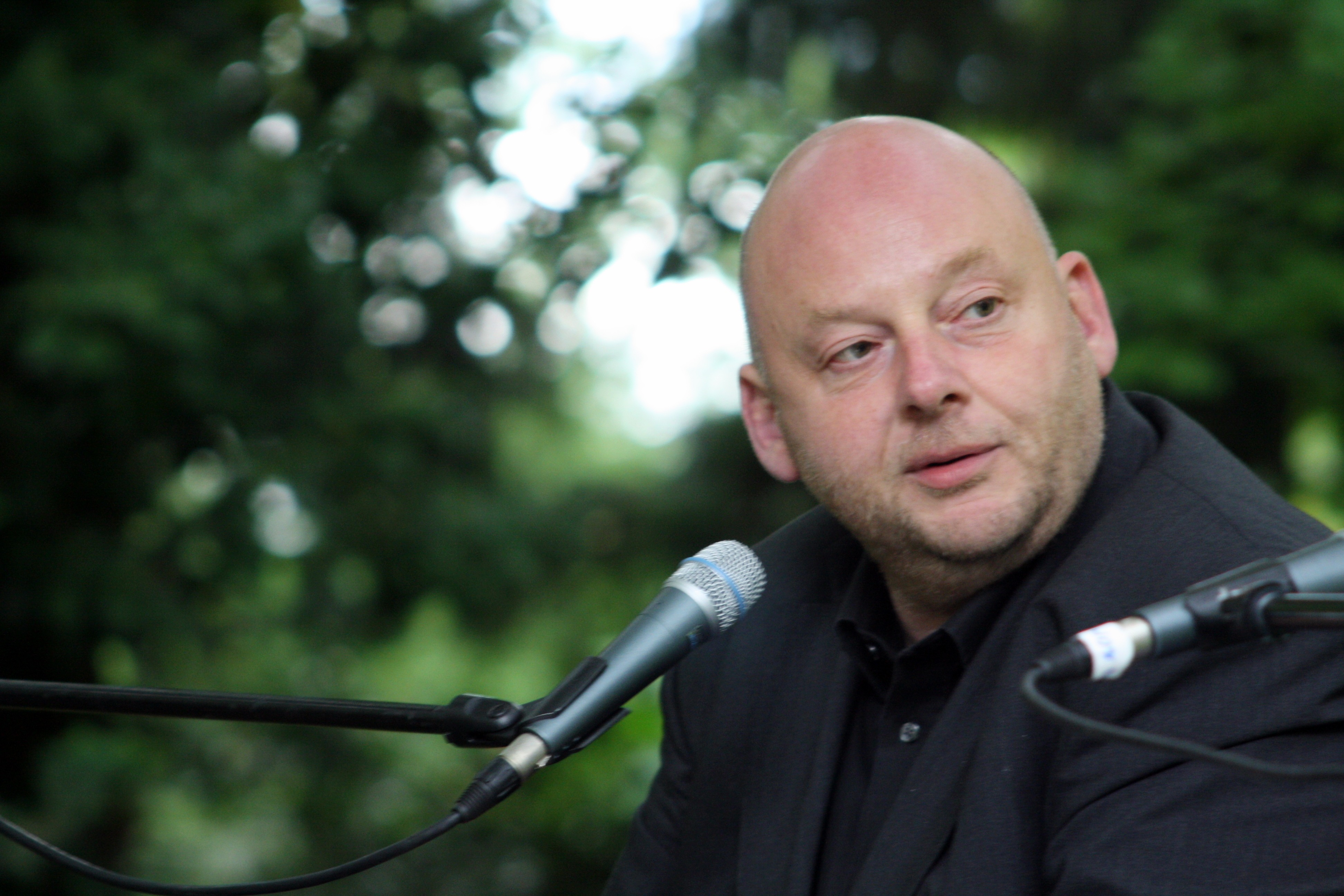
Thomas Hettche à l'Erlanger Poetenfest 2010

Thomas Hettche, né le 30 novembre 1964 à Treis en Hesse, est un écrivain allemand.

## Biographie
Thomas Hettche grandit dans un village dans l'arrondissement de Giessen. En 1987, sa nouvelle Der Besuch des Dichters a gagné le prix du Junges Literaturforum Hessen-Thüringen (forum de littérature jeune de Hesse-Thuringe). De 1984 à 1991, il poursuit des études d'allemand et de philosophie à l'Université Johann Wolfgang Goethe de Francfort-sur-le-Main jusqu'au doctorat en philosophie en 1999. De 1992 à 1996, il travaille comme  écrivain à Stuttgart, Rome, Berlin, puis à Francfort-sur-le-Main et depuis 2005 à nouveau à Berlin.
À côté de son travail littéraire, il se fait remarquer par ses articles pour des journaux allemands/suisses (avant tout le Frankfurter Allgemeine Zeitung et le Neue Zürcher Zeitung) et ses cours universitaires dans son domaine spécialisé, la Poétique. Dans les années 1995 à 1999 il fut membre de jury du Prix Ingeborg Bachmann.

## Œuvres
- Ludwigs Tod, Suhrkamp, 1988
- Ludwig muß sterben, Suhrkamp, 1989
- Inkubation, Suhrkamp, 1992
- Nox, Suhrkamp, 1995, edition français: Nox, Grasset, 1997
- Das Sehen gehört zu den glänzenden und farbigen Dingen, Droschl, 1997
- Animationen, DuMont, 1999
- Null, DuMont 2000 (coéditeur avec Jana Hensel)
- Der Fall Arbogast, DuMont, 2001, edition français: Le cas Arbogast, Grasset, 2003
- Woraus wir gemacht sind, Kiepenheuer & Witsch, 2006, edition français: De quoi nous sommes fait, Grasset & Fasquelle, 2009
- Fahrtenbuch 1993–2007, Kiepenheuer & Witsch, 2007
- Die Liebe der Väter, Kiepenheuer & Witsch, Köln, 2010

### Traductions
- Pietro Aretino, Stellungen – Vom Anfang und Ende der Pornografie, édition bilingue italien/allemand, DuMont, Köln, 2003  (ISBN 3-8321-7836-8)

## Prix et distinctions
- 1990 : prix Robert Walser
- 1996 : prix de la Villa Massimo
- 2005 : prix Grinzane Cavour (pour la traduction italienne du livre Der Fall Arbogast)